# Marcus McElhenney
Marcus McElhenney (Drexel Hill, 27 luglio 1981) è un canottiere statunitense, vincitore della medaglia di bronzo nell'8 con a Pechino 2008.

## Palmarès
- Olimpiadi

Pechino 2008: bronzo nell'8 con.
- Campionati del mondo di canottaggio

2005 - Kaizu: oro nell'8 con e argento nel 4 con.
2006 - Eton: bronzo nell'8 con.